# Видибір
Видибір (біл. Відзібор) — село в Білорусі, у Столинському районі Берестейської області. Центр Видибірської сільської ради. Є залізнична станція, фельдшерсько-акушерський пункт, клуб, відділ зв'язку, бібліотека, середня школа, магазини.

## Географія
Село розташоване за 15 км від Столина, за 260 км від Берестя. У селі є однойменна залізнична станція на лінії Лунинець — Сарни.

## Історія

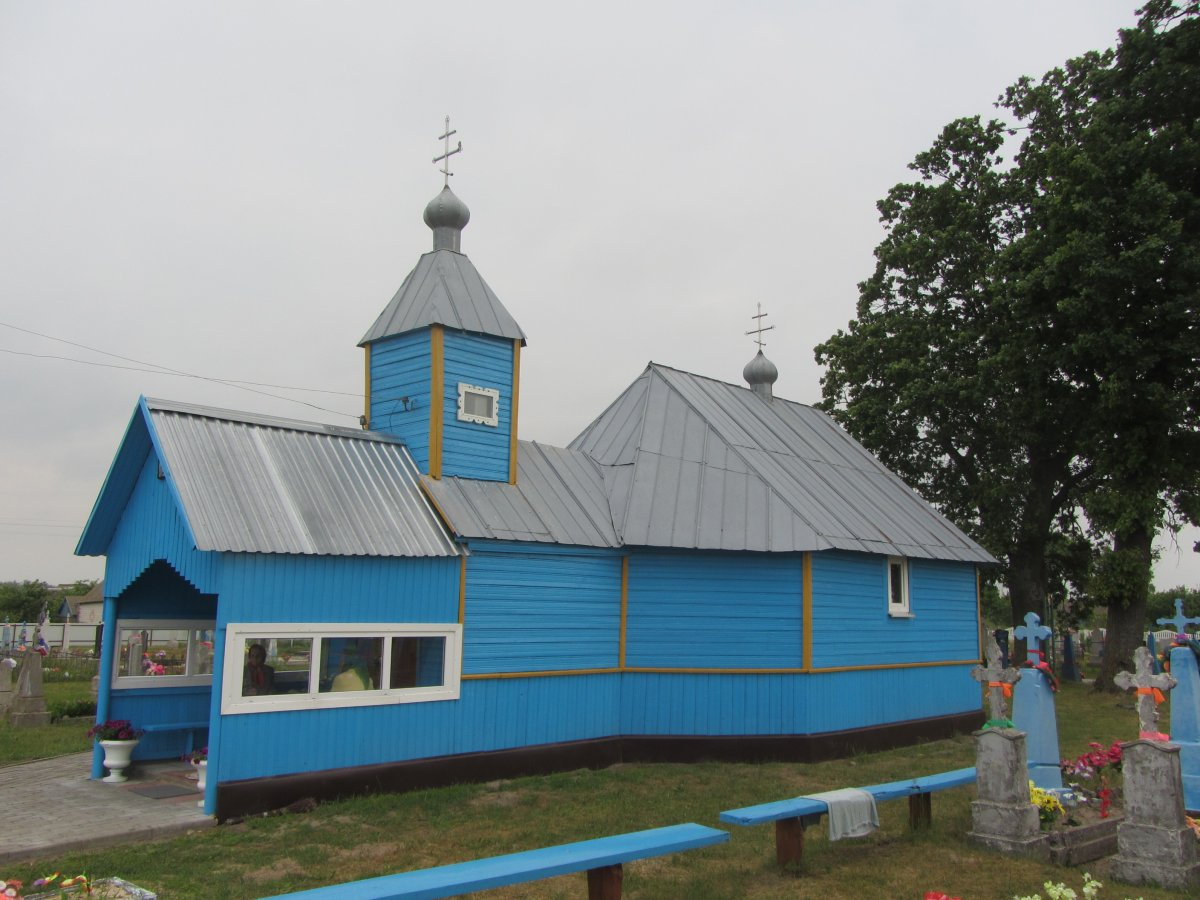
Церква Святога Архангела Михаїла у Видиборі

Біля села знайдено близько 40 курганів XI—XII століть.
Вперше згадується 1503 року. У 1657 році у добу козацького повстання під проводом Богдана Хмельницького під часу наступу козацьких загонів на Поліссі Видибір зайняло козацьке військо.
Після другого поділу Речі Посполитої 1793 року включене до складу Російської імперії. З 1795 року — село Столинської волості Пинського повіту Мінської губернії. Спочатку належало Ширмам, пізніше — Хорневичам і Мальщицьким. За переписом 1897 року у селі було 39 дворів і 275 жителів, містилися дзвіниця і хлібозапасний магазин. Поблизу також були розташовані однойменні маєток і залізнична станція. У 1913 році в селі збирав мовний матеріал український етнограф Іван Зілинський.
З 1921 року у складі Столинської гміни Лунинецького повіту Поліського воєводства міжвоєнної Польщі. З 1939 року — у складі БРСР. 12 жовтня 1940 року село долучено до Осівської сільської ради Столинського району. З липня 1941 до липня 1944 року окуповане німецькими військами. З 8 січня 1954 року — у складі Берестейської області. 31 березня 1959 року стало центром сільської ради.

## Населення
За переписом населення 1959 року чисельність населення села становила 337 осіб (164 чоловіків і 123 жінки).
За переписом населення Білорусі 2009 року чисельність населення села становила 470 осіб.